# Černá Skála
Černá Skála är ett berg i Tjeckien.   Det ligger i regionen Liberec, i den norra delen av landet, 110 km nordost om huvudstaden Prag. Toppen på Černá Skála är 1 033 meter över havet, eller 85 meter över den omgivande terrängen. Bredden vid basen är 1,4 km.
Terrängen runt Černá Skála är lite bergig.Runt Černá Skála är det ganska tätbefolkat, med 83 invånare per kvadratkilometer. Närmaste större samhälle är Vrchlabí, 9,7 km söder om Černá Skála. I omgivningarna runt Černá Skála växer i huvudsak blandskog.